# Klaus Dethloff (Physiker)
Klaus Dethloff (* 28. Mai 1950) ist ein deutscher Physiker, Meteorologe, Klimaforscher und Hochschullehrer.

## Leben
Dethloff promovierte 1978 an der Universität Rostock mit einer Arbeit zum Thema Zur Bestimmung der zonalen Zirkulation der Tropo- und Stratosphäre auf der Grundlage der Impuls-Wärmequellen.
1992 begann Dethloff seine Tätigkeit als Klimamodellierer auf dem Telegrafenberg in Potsdam am Alfred-Wegener-Institut für Polar- und Meeresforschung.
Dethloff habilitierte sich 1993 an der Humboldt-Universität zu Berlin mit einer Arbeit zum Thema Modellierung und Diagnostik großräumiger Klimaprozesse der Atmosphäre auf der Grundlage einer Hierarchie von einfachen Klimamodellen und von Analysen globaler Datensätze.
1997 wurde Dethloff zum Professor an die Mathematisch-Naturwissenschaftliche Fakultät der Universität Potsdam berufen.
Von 1997 bis 2016 war er dort Leiter der Sektion Atmosphärische Zirkulation und Spurenstoffe.
Diese Sektion wurde 2016 in Sektion Physik der Atmosphäre umbenannt und Markus Rex wurde ihr Leiter als Nachfolger von Dethloff.
Dethloff war Mitinitiator und Unterstützer der MOSAiC-Expedition.
Er war einer der Leiter des Projekt-Koordinationsgremiums und Mitglied der Gruppen Atmosphere, Data, Leadership, Logistics und Modelling.
Dethloff war sich des Mangels der Daten über die Polarnacht in der Arktis bewusst.
In den Jahren 2007 und 2008 durfte ein Mitarbeiter seiner Sektion, Jürgen Graeser, auf der russischen Forschungsstation Nordpol-35 mitarbeiten.
Das war ein Containerdorf auf einer Eisscholle, die durch die Arktis driftete.
Das war sehr gefährlich und zum Schluss musste die Besatzung evakuiert werden, weil die Eisscholle zerbarst.
2011 stellte Dethloff beim International Arctic Science Committee seinen Plan für eine internationale Driftstation vor.
Die Polarstern sollte ein Jahr lang eingefroren im Eis durch die Arktis driften.
Dieser Plan wurde 2019 mit der MOSAiC-Expedition verwirklicht.
Dethloff wäre gerne auf dem Eis direkt mit dabei gewesen, aber aus Altersgründen war das nicht möglich.
Sehr hilfreich für das Gelingen der Expedition waren die guten Kontakte zu Russland, die Dethloff stetig gepflegt hatte.
Von 2019 bis 2020 leitete Markus Rex zusammen mit seinen beiden Co-Leadern Dethloff und Matthew Shupe die MOSAiC-Expedition.

## Forschungsprojekte
Dethloff arbeitete an den folgenden Forschungsprojekten in verschiedenen Funktionen mit:
- Wasserkreislauf in einem regionalen Atmosphärenmodell der Antarktis
- Quantification of the regional and temporal aerosol variability in the polar regions by combining independent ground-based, airborne, and satellite aerosol measurements including the development of new satellite retrieval procedures and the adaption of an data assimilation tool
- Atmospheric total water vapour and mass accumulation in Antarctica: Regional climate model simulations versus satellite obser vations
- Das Zusammenspiel von Tektonik, Klima und Biosphäre in der Afrikanisch-Asiatischen Monsunregion

## Veröffentlichungen (Auswahl)
- Krumpen, Thomas, Birrien, Florent, Kauker, Frank, Rackow, Thomas, von Albedyll, Luisa, Angelopoulos, Michael, Belter, H. Jakob, Bessonov, Vladimir, Damm, Ellen, Dethloff, Klaus, Haapala, Jari, Haas, Christian, Harris, Carolynn, Hendricks, Stefan, Hölemann, Jens A., Hoppmann, Mario, Kaleschke, Lars, Karcher, Michael, Kolabutin, Nikolai, Lei, Ruibo, Lenz, Josefine, Morgenstern, Anne, Nicolaus, Marcel, Nixdorf, Uwe, Petrovsky, Tomash, Rabe, Benjamin, Rabenstein, Lasse, Rex, Markus, Ricker, Robert, Rohde, Jan, Shimanchuk, Egor, Singha, Suman, Smolyanitsky, Vasily, Sokolov, Vladimir, Stanton, Tim, Timofeeva, Anna, Tsamados, Michel, Watkins, Daniel: The MOSAiC ice floe: sediment-laden survivor from the Siberian shelf, in: The Cryosphere, Bd. 14, 2020, doi:10.5194/tc-14-2173-2020 online als pdf; 11,3 MB
- Dethloff, Klaus, Wieslaw Maslowski, Stefan Hendricks, Younjoo J. Lee, Helge F. Goessling, Thomas Krumpen, Christian Haas, Dörthe Handorf, Robert Ricker, Vladimir Bessonov, John F. Cassano, Jaclyn Clement Kinney, Robert Osinski, Markus Rex, Annette Rinke, Julia Sokolova, and Anja Sommerfeld, Arctic sea ice anomalies during the MOSAiC winter 2019/20, in: The Cryosphere, Bd. 16, 2022, doi:10.5194/tc-16-981-2022
- Klaus Dethloff, Unberechenbares Klima, Ursachen und Unsicherheiten des Klimawandels, Springer Nature, 2022, 320 S., ISBN 978-3-662-64899-5.
- Dietrich Spänkuch (Herausgeber), Ulrich Cubasch, Fallah Bijan, Klaus Dethloff, Hans Joachim Schellnhuber: Klima und Menschheit: Kolloquium am 14. April 2016 anlässlich der 80. Geburtstage von Karl-Heinz Bernhardt, Klaus-Dieter Jäger und Dietrich Spänkuch, Sitzungsberichte der Leibniz-Sozietät der Wissenschaften zu Berlin, trafo Wissenschaftsverlag, 2017, ISBN 978-3-86464-135-0
- Overland, J. E., Dethloff, K., Francis, J. A., Hall, R. J., Hanna, E., Kim, S. J., Screen, J. A., Shepherd, T. G., Vihma, T.: Nonlinear response of midlatitude weather to the changing Arctic, 2016, In: Nature Climate Change, Band 6, Nr. 11, S. 992–999. doi:10.1038/nclimate3121 online, pdf; 5,9 MB
- Judah Cohen, James A. Screen, Jason C. Furtado, Mathew Barlow, David Whittleston, Dim Coumou, Jennifer Francis, Klaus Dethloff, Dara Entekhabi, James Overland, Justin Jones: Recent Arctic amplification and extreme mid-latitude weather, In: Nature Geoscience, 2014 online, pdf; 3,5 MB
- R. Jaiser, K. Dethloff, D. Handorf, A. Rinke, J. Cohen: Impact of sea ice cover changes on the Northern Hemisphere atmospheric winter circulation, 2012, In: Tellus A: Dynamic Meteorology and Oceanography, Band 64, Nr. 1, Artikel 11595, doi:10.3402/tellusa.v64i0.11595 online
- Klaus Dethloff, Peter Hupfer (Herausgeber): Selected contributions on results of climate research in East Germany (the former GDR) (= Berichte zur Polar- und Meeresforschung. Band 588), 2009, Bremerhaven: AWI, Alfred-Wegener-Institut für Polar- und Meeresforschung online als pdf; 47,1 MB
- Jürgen Graeser, Klaus Dethloff (Vorwort): Auf dünnem Eis: Die Klima-Expedition zum Nordpol, Herder Freiburg, 2008, ISBN 978-3-451-03023-9
- Michael Tjernström, Mark Žagar, Gunilla Svensson, John J. Cassano, Susanne Pfeifer, Annette Rinke, Klaus Wyser, Klaus Dethloff, Colin Jones, Tido Semmler, Michael Shaw: Modelling the Arctic Boundary Layer: An Evaluation of Six Arcmip Regional-Scale Models using Data from the Sheba Project, Springer, 2005, doi:10.1007/s10546-004-7954-z online, pdf; 7,5 MB
- Klaus Dethloff, C. Abegg, A. Rinke, I. Hebestadt & V.F. Romanov: Sensitivity of Arctic climate simulations todifferent boundary-layer parameterizations in aregional climate model, 2001, In: Tellus A: Dynamic Meteorology and Oceanography, Band 53, Nr. 1, S. 1–26, doi:10.3402/tellusa.v53i1.12176 online; PDF; 1,9 MB
- Klaus Dethloff, Annette Rinke and Ralph Lehmann: Regional climate model of the Arctic atmosphere, In: Journal of Geophysical Research, Band 101, Nr. D18, S. 23, 401–23, 422, 1996 online
- Klaus Dethloff, Schmitz, G.: Persistent circulation states and low-frequency variability in a nonlinear baroclinic, low-order model, 1992, In: Meteorologische Zeitschrift, Band 1, S. 141–154.
- Klaus Dethloff: Barotropic unstable planetary waves in the middle atmosphere of Venus, 1988, In: Zeitschrift für Meteorologie. Band 39, Nr. 3, S. 175–178.
- Klaus Dethloff, N. Grieger, G. Schmitz: Die transienten Eddy-Transporte in der Projektion auf die langenatmosphärischen Wellen auf der Basis des FGGE-Winters 1978/79, II. Die Transporte potentieller Vorticity, In: Zeitschrift für Meteorologie. Band 37, Nr. 2, 1987, S. 69–84.
- Klaus Dethloff, G. Schmitz: On determining the tropo- and stratospheric zonal circulation on the basis of momentum and heat sources in a quasi-geostrophic model, 1982, In: Gerlands Beiträge zur Geophysik. Band 91, Nr. 1, S. 25–34.
- Klaus Dethloff, D. Peters: Simulation of long-term temperature trends in a zerodimensional climate system, In: Zeitschrift für Meteorologie. Band 32, Nr. 4, 1982, S. 225–229.

Veröffentlichungen im Zusammenhang mit der MOSAiC-Expedition
- Markus Rex, Matthew Shupe, Klaus Dethloff, Anja Sommerfeld, Benjamin Rabe: The Multidisciplinary drifting Observatory for the Study of Arctic Climate (MOSAiC), 2019, Geophysical Research Abstracts, Band 21
- Matthew Shupe, Gijs de Boer, Klaus Dethloff, Elizabeth Hunke, Wieslaw Maslowski, Allison McComiskey, Ola Perrson, David Randall, Michael Tjernstrom, David Turner, Johannes Verlinde: The Multidisciplinary Drifting Observatory for the Study of Arctic Climate (MOSAIC) Atmosphere Science Plan, 2018, DOE Office of Science Atmospheric Radiation Measurement (ARM) Program (United States) online als pdf
- Anja Sommerfeld, Markus Rex, Matthew Shupe, Klaus Dethloff: The Multidisciplinary drifting Observatory for the Study of Arctic Climate (MOSAiC), 2017, EGUGA
- M Nicolaus, M Rex, K Dethloff, M Shupe, A Sommerfeld: The Multidisciplinary drifting Observatory for the Study of Arctic Climate (MOSAiC), 2016, AGUFM
- Klaus Dethloff, Markus Rex, Matthew Shupe: Multidisciplinary Drifting Observatory for the Study of Arctic Climate (MOSAiC), 2016, EGUGA
- Klaus Dethloff, Michael Tjernström, Matthew Shupe, Ola Persson: Multidisciplinary drifting Observatory for the Study of Arctic Climate MOSAIC and PARMARCMIP, 2013, ePIC (electronic Publication Information Center) is the official repository for publications and presentations of Alfred Wegener Institute for Polar and Marine Research (AWI)
- Klaus Dethloff, M Tjernström, MD Shupe, O Persson: Update of the MOSAiC approach, 2013, ePIC (electronic Publication Information Center) is the official repository for publications and presentations of Alfred Wegener Institute for Polar and Marine Research (AWI)
- Ola Persson, Matthew Shupe, Klaus Dethloff, Michael Tjernström: Understanding coupled climate and weather processes over the Arctic Ocean: The need and plans for multi-disciplinary coordinated observations on a drifting observatory, 2013, Proceed. Arctic Observing Summit online als pdf
- M Shupe, OP Persson, MK Tjernstrom, K Dethloff: MOSAiC-Multidisciplinary drifting Observatory for the Study of Arctic Climate, 2012, AGUFM